# Glencora Ralph
Glencora Ralph-McGhie (Geraldton, 8 de agosto de 1988) é uma jogadora de polo aquático australiana, medalhista olímpica.

## Carreira
Ralph disputou duas edições de Jogos Olímpicos pela Austrália: 2012 e 2016. Seu melhor resultado foi a medalha de bronze obtida nos Jogos de Londres, em 2012.